# Jordynne Grace
Patricia Forrest Parker, meglio conosciuta con il ring name Jordynne Grace (Austin, 5 marzo 1996), è una wrestler statunitense sotto contratto con la WWE.

## Carriera

### Circuito indipendente (2012-2018)
Jordynne Grace ha lottato per alcune federazioni indipendenti come la Beyond Wrestling, Progress Wrestling, Pro-Wrestling: EVE e Shine Wrestling. Il 22 ottobre 2018, ha sfidato senza successo Jazz per l'NWA World Women's Championship nella Women's Wrestling Revolution, nel main event della serata che prevedeva WWR vs. The World. In precedenza ha partecipato ad un 19-person over budget battle royale per determinare lo sfidante al ROH World Championship ad All In, dov'è l'unica donna a prendere parte al match, riuscendo ad eliminare Brian Cage, per poi essere eliminata da Bully Ray.

### Impact Wrestling (2018-2025)

#### Varie faide (2018–2020)
Il 16 ottobre 2018 viene annunciato che Grace ha firmato un contratto di due anni con Impact Wrestling. Debutta l'8 novembre venendo sconfitta da Katarina. Il 3 gennaio 2019 a Impact!, Grace salva Kiera Hogan dagli attacchi di Allie e Su Yung. L'episodio porta a un tag team match a Homecoming, dove Grace & Hogan vengono sconfitte. Il 15 marzo Grace sconfigge Tessa Blanchard e diventa la sfidante al titolo Impact Knockouts Championship di Taya Valkyrie. Il match si svolge all'evento Against All Odds, ma Valkyrie perdendo per count-out, mantiene il titolo.

#### Regni titolati (2020–2025)
Grace ha un'altra opportunità titolata al ppv Hard To Kill in un match con Taya Valkyrie e ODB, ma Valkyrie schiena ODB e vince l'incontro. Il 18 gennaio 2020 Grace sconfisse Valkyrie e vinse la cintura. Dopo aver difeso con successo il titolo contro Havok il 22 febbraio a Sacrifice, il 18 luglio a Slammiversary, Grace perde il titolo contro Deonna Purrazzo. Il rematch tra le due fu il primo 30-minute Iron man match nella storia della compagnia, vinto da Purrazzo per due schienamenti ad uno.
Inizia quindi un feud con Tenille Dashwood. Perde il primo confronto il 22 settembre a Impact!, ma vince il rematch la settimana successiva. La resa dei conti si svolge a Victory Road il 3 ottobre, dove a prevalere è Dashwood. Al ppv Bound for Glory prende parte a un six-way intergender scramble match che include Chris Bey, TJP, Willie Mack, Trey Miguel e Raju, che vince e mantiene l'X Division Championship. A Turning Point Grace lotta in coppia con Dashwood contro Rosemary e Taya Valkyrie, ma viene sconfitta.
Nella puntata del 24 novembre di Impact!, Grace rivela che la sua partner per il torneo Impact Knockouts Tag Team Championship è la ex WWE Women's Champion e NWA World Women's Champion Jazz. Il duo debutta come tag team il 1º dicembre a Impact!, sconfiggendo Killer Kelly & Renee Michelle al primo round,, ma poi viene sconfitto da Havok & Nevaeh nel secondo round. La sconfitta patita porta a un match tra le due ex partner a Genesis, dove sconfigge Jazz..
Il 27 gennaio prende parte al royal rumble match durante l'omonimo evento della WWE. È entrata con il numero cinque ed è stata eliminata da Bianca Belair dopo diciannove minuti di permanenza.
L'8 marzo a Sacrifice, difende con successo il titolo contro Tasha Steelz e Xia Brookside in un three-way match. Il 20 aprile a Rebellion sconfigge Steph De Lander.

### WWE (2025-presente)
Dopo numerosi rumor riguardo ad una sua firma con la WWE, il 1º febbraio 2025 entra nel women's royal rumble match e al termine dell'evento, viene annunciata la sua firma con la compagnia.

## Personaggio

### Mosse finali
- Bear hug
- Fall From Grace (Alabama slam)
- Folding powerbomb
- Grace Driver (Half nelson driver)
- Sleeper hold con bodyscissors

### Soprannomi
- "The Juggernaut"
- "Last Pure Athlete"
- "Thick Momma Pump"

## Titoli e riconoscimenti
- Impact Wrestling/Total Nonstop Action Wrestling
  - TNA Knockouts World Championship (3)[32]
  - Impact Knockouts Tag Team Championship (1) - con Rachael Ellering
  - Impact Digital Media Championship (1)

- Pro Wrestling Illustrated
  - 2ª tra le 250 migliori wrestler femminili nella PWI Women's 250 (2024)[33]